# Ville Kaunisto
Ville Valtteri Kaunisto (* 19. März 1982 in Turku) ist ein ehemaliger finnischer Basketballspieler und jetziger Politiker.

## Werdegang
Kaunisto bestritt in seiner Laufbahn in der finnischen Korisliiga zwischen 1999 und 2019 insgesamt 471 Spiele. 2004 und 2016 wurde er finnischer Meister. 2002/03 und 2010/11 wurde er als bester Spieler der Korisliiga ausgezeichnet. Seinen besten Punkteschnitt in der höchsten finnischen Spielklasse erreichte Kaunisto in der Saison 2003/04 mit 17 je Begegnung.
In der Saison 2004/05 spielte er erstmals bei einem ausländischen Verein, als er bei Fribourg Olympic Basket in der Schweizer Nationalliga A unter Vertrag stand. Dort überzeugte der Finne mit 11,8 Punkten und 8,3 Rebounds je Begegnung. Beim italienischen Zweitligisten Jesi kam er hernach in der Saison 2005/06 nur auf fünf Einsätze und wechselte zu CSP Limoges. Beim ehemaligen Europapokalsieger der Landesmeister, der in die dritte Liga abgestürzt war, spielte Kaunisto unter dem ehemaligen französischen Nationalspieler Hugues Occansey als Trainer.
Zwischen 2006 und 2009 spielte Kaunisto für verschiedene spanische Zweit- und Drittligisten. Nach einem kurzen Abstecher zum Schweizer Nationalligisten BBC Nyon ging Kaunisto in sein Heimatland zurück. Von 2011 bis 2013 spielte er beim französischen Drittligisten ADA Blois und wurde 2011/12 sowie 2012/13 als bester Spieler der Liga ausgezeichnet. Nach einer weiteren Saison in Frankreich (beim Zweitligisten Lille) stand Kaunisto hernach bis zu seinem Laufbahnende wieder in Diensten von Kouvot Kouvola.
Mit Finnlands Nationalmannschaft nahm Kaunisto an der Europameisterschaft 2015 teil. Er kam auf insgesamt 41 A-Länderspiele.
Kaunisto widmete sich noch während seiner Basketballlaufbahn der Politik, 2019 wurde er als Abgeordneter der Nationalen Sammlungspartei ins finnische Parlament gewählt.